# اغتيال المهاتما غاندي
اغتيل المهاتما غاندي في 30 يناير عام 1948، في مبنى منزل بيرلا غاندي (الآن غاندي سمريتي)، وهو منزل فخم وكبير في نيودلهي. قتله ناتهورام غودسي، الذي كان من دعاة القومية الهندوسية، وعضوًا في حزب ماهاسابها السياسي الهندوسي، وعضوًا سابقًا في منظمة راشتريا سوايامسيفاك سانغ القومية الهندوسية للمتطوعين (آر. إس. إس.). اعتقد غودسي أن غاندي كان مراعيًا جدًا للمسلمين خلال فترة تقسيم الهند في العام الماضي.
وصل غاندي إلى قمة الدرجات المؤدية إلى الحديقة المرتفعة خلف منزل بيرلا في وقت ما بعد الساعة الخامسة مساءً بحسب الشهود، وهو المكان الذي كان يعقد فيه اجتماعات صلاة للعديد من الأديان في كل مساء. خرج غودسي من بين الحشد الذي يحيط بمسار غاندي حين كان يسير نحو المنصة، وأطلق ثلاث رصاصات إلى صدره وبطنه من مسافة قريبة، فسقط غاندي على الأرض. نُقل بعدها إلى غرفته في منزل بيرلا، ليخرج منها ممثل معلنًا وفاته لاحقًا.
أُلقي القبض على غودسي على يد أفراد من الحشد، وكان من بينهم -بحسب ما قيل- نائب القنصل في السفارة الأمريكية في دلهي هربرت راينر جونيور، ومن ثم سُلم إلى الشرطة. بدأت محاكمة غاندي في شهر مايو عام 1948 في الحصن الأحمر التاريخي في دلهي، بوجود المتهم الرئيسي غودسي ومعاونه نارايان أبتي وستة متهمين آخرين. حُكم على كل من غودسي وأبتي بالإعدام في 8 نوفمبر عام 1949، وأُعدما شنقًا في سجن أمبالا في 15 نوفمبر عام 1949.

## التحضيرات
انتقل غاندي إلى دلهي في أوائل شهر سبتمبر عام 1947 بهدف المساعدة في وقف أعمال الشغب العنيفة هناك وفي مقاطعة شرق البنجاب المجاورة. جاءت أعمال الشغب هذه ردة فعل على تقسيم الإمبراطورية البريطانية الهندية، الذي صاحبه تأسيس سيادتين مستقلتين جديدتين للهند وباكستان، وتضمن عمليات انتقال كبيرة وفوضوية للسكان فيما بينهما. 
كان ناتهورام فيناياك غودسي وشركاؤه في الاغتيال من سكان منطقة الدكن. وقاد غودسي في السابق حركة عصيان مدني ضد عثمان علي خان، الذي كان الحاكم المسلم لمنطقة الدكن الأميرية التي تسيطر عليها دولة حيدر أباد في الهند البريطانية. وانضم غودسي إلى مسيرة احتجاجية عام 1938 في حيدر أباد، حيث كان الهندوس يتعرضون للتمييز بحسب فيذرلينغ. أُلقي القبض عليه لاحقًا لارتكابه جرائم سياسية، وقضى فترة عقوبته في السجن. واصل غودسي بعد خروجه من السجن عصيانه المدني، وعمل في الصحافة وتحدث عن معاناة اللاجئين الهندوس أثناء هروبهم من باكستان وخلال اندلاع أعمال الشغب الدينية المختلفة في أربعينيات القرن العشرين.
بدأت الخطط الملموسة لغودسي وشركاءه من أجل اغتيال غاندي في عام 1948 بحسب أرفيند شارما، أي بعد أن دخلت الهند وباكستان في حرب من أجل كشمير. حجبت الحكومة الهندية أموالها خوفًا من استخدام باكستان لها في الحرب. عارض غاندي هذا القرار وواصل صومه حتى الموت في 13 يناير عام 1948 من أجل الضغط على الحكومة الهندية للإفراج عن المبلغ الذي عليها دفعه لباكستان. تراجعت الحكومة الهندية عن قرارها واستسلمت لمطالب غاندي. فسر غودسي وزملاؤه تسلسل الأحداث هذا على أنه بمثابة سيطرة المهاتما غاندي على السلطة وإلحاقه الأذى بالهند.
بدأ غودسي وزملاؤه بالتخطيط لكيفية اغتيال غاندي في اليوم الذي أضرب فيه غاندي عن الطعام. اشترى كل من ناتهورام فيناياك غودسي ونارايان أبتي مسدسًا من طراز بيريتا إم 1934. وبالإضافة إلى شرائهما سلاحًا، تتبع غودسي وشركاؤه تحركات غاندي.

## الاغتيال

### محاولة الاغتيال الأولى – 20 يناير عام 1948
كان غاندي مقيمًا برفقة ديبانشو مانجلا في معبد بالميكي بالقرب من سوق غول شمالي نيودلهي، حيث كان يعقد اجتماعات الصلوات. استولي على المعبد من أجل إيواء اللاجئين بعد التقسيم، فانتقل إلى منزل بيرلا، الذي كان منزلًا فخمًا كبيرًا موجودًا فيما كان يُعرف حينها باسم شارع بوكيرك جنوب وسط نيودلهي، بالقرب من المنطقة الدبلوماسية. عاش غاندي في غرفتين متواضعتين في الجناح الأيسر من منزل بيرلا، وعقد اجتماعات الصلاة خاصته في الحديقة المرتفعة خلف المنزل.
وقعت أول محاولة اغتيال في منزل بيرلا في 20 يناير عام 1948. لحق ناتهورام غودسي وزملاؤه غاندي إلى الحديقة التي كان سيتحدث فيها، وذلك بحسب ستانلي وولبرت. ألقى أحدهم بعدها قنبلةً بعيدًا عن الحشد، فأسفر الانفجار القوي عن خوف الحشد وحدوث تدافع فوضوي بين الناس. بقي غاندي بمفرده على منصة مكبرات الصوت. تضمنت خطة الاغتيال أساسًا إلقاء قنبلة ثانية على غاندي المعزول بعد هروب الحشد. فقد الشريك المزعوم ديغامبار بادغي شجاعته ولم يرم القنبلة الثانية، وثم هرب مع الحشد. فر جميع مدبري عملية الاغتيال باستثناء مادانلال باهوا، الذي كان لاجئا من بنجاب بعد تقسيم الهند. اُعتقل باهوا ومن ثم أُفرج عنه في عام 1964.

## محاولة سابقة في عام 1934
حدثت محاولة سابقة غير ناجحة لاغتيال غاندي في 25 يونيو 1934 في بونه، حيث كان غاندي في مع زوجته، كاستوربا غاندي، موجودين لإلقاء خطاب. كانا يسافران في موكب من سيارتين؛ تأخرت السيارة التي كان يستقلها الزوجان، ولم تصل سوى السيارة الأولى إلى القاعة، والتي بمجرد وصولها، ألقيت قنبلة بالقرب منها لتفجيرها. تسبب هذا في إصابة جسيمة لرئيس هيئة بلدية بيون، واثنين من رجال الشرطة وسبعة آخرين. ومع ذلك، لا يمكن العثور على أي سجلات للتحقيق أو الاعتقالات التي أُجريت آنذاك. أشار سكرتير غاندي، بيارلال نيار، إلى أن المحاولة فشلت بسبب عدم التخطيط والتنسيق.